# Appareil de projection

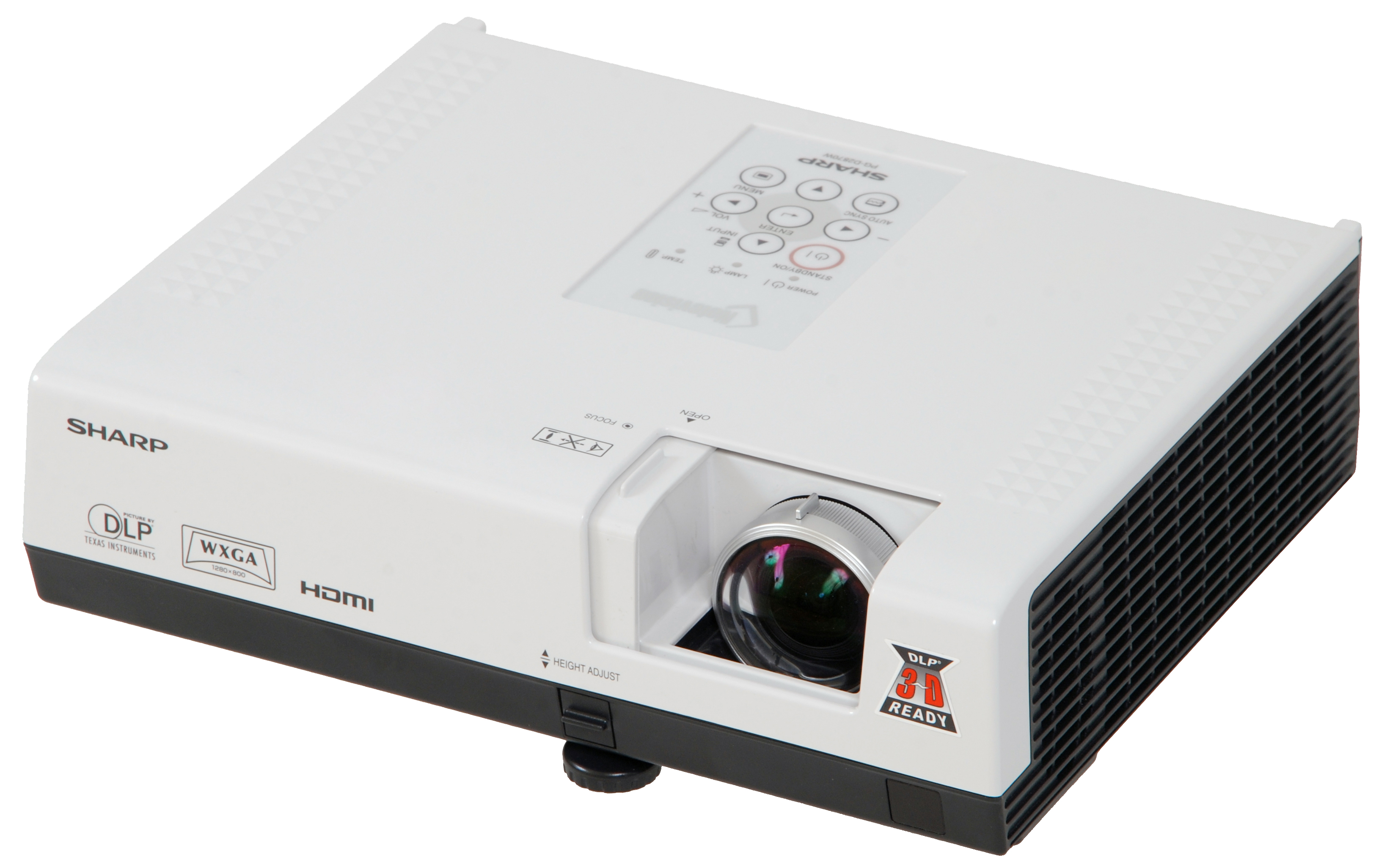
Un vidéoprojecteur de marque Sharp.

Un appareil de projection est un instrument d'optique destiné à projeter des images fixes ou animées, sur une surface le plus souvent verticale, l'écran. L'ensemble projecteur-écran est un des instruments d'optique dits objectifs.
- Projecteur cinématographique
- Projecteur de diapositives
- Vidéoprojecteur
- Épiscope (optique)
- Rétroprojecteur
- Picoprojecteur
- Projecteur de profil
- Lecteur de microfilms et de microfiches
- Agrandisseur photographique.

Les ancêtres des appareils de projection sont à chercher dans l'histoire du cinéma :
- La Lanterne magique, l'ancêtre des appareils de projection et particulièrement du projecteur de diapositives, apparu en Chine au IIe siècle av. J.-C.
- Le kinesticope de l'Autrichien Franz von Uchatius en 1850, appareil qui permettait de projeter des disques.
- Le bioscope de Jules Duboscq en 1850.
- Le praxinoscope à projection est un jouet optique inventé par Émile Reynaud en 1880.
- Le théâtre optique breveté par Émile Reynaud en 1888.
- Le kinétoscope (vendu sous le nom commercial kinetoscope peep show machine, l'un des premiers appareils de visualisation cinématographique imaginé par l'inventeur américain Thomas Edison en 1888.
- Le Vitascope, l'un des premiers projecteurs de cinéma, créé en 1895 par Charles Francis Jenkins et Thomas Armat.
- Le cinématographe, appareil inventé en 1895 par les frères Lumière, à la fois caméra de prise de vue et projecteur de cinéma.